# Primero de Mayo (departement)
Primero de Mayo is een departement in de Argentijnse provincie Chaco. Het departement (Spaans:  departamento) heeft een oppervlakte van 1.864 km² en telt 9.131 inwoners.

## Plaatsen in departement Primero de Mayo
- Colonia Benítez
- Margarita Belén